# معركة مارشيانو
دارت معركة مارشيانو و التي تعرف أيضاً باسم معركة سكاناغالو في الريف التوسكاني في مارشيانو ديلا كيانا قرب أريتسو في 2 أغسطس 1554 خلال الحرب الإيطالية 1551-1559. وسمت المعركة هزيمة جمهورية سيينا في حربها ضد دوقية فلورنسا، وبالتالي فقدت سيينا استقلالها وجرى استيعابها في دوقية توسكانا الكبرى.